# Martillero público
El Martillero Público también denominado Rematador es el profesional encargado de subastar de forma privada o pública vía judicial, cualquier clase de bienes muebles, inmuebles, semovientes y derechos, marcas, patentes y en general todo bien cuya venta no esté prohibida por la Ley o encomendadas a otras profesiones específicas.

## Historia
La primera subasta pública conocida data del 146 a. J.-C., los romanos dispersaron allí, bajo la presidencia del cónsul Lucius Mummius, los tesoros saqueados en las ciudades griegas. En el año 7, ante la moda de este tipo de venta, un edicto del emperador Augusto instituyó un impuesto del 1% sobre las ventas de muebles y objetos y del 4% sobre las ventas de esclavos. Las ventas se designan entonces bajo el nombre de subastas y son dirigidas por un subastador (término retomado por los anglosajones) o magister (cuya contracción dará master ). Las ventas se anuncian por escrito u oralmente, con los subastadores (præcones ) que deambulan por la ciudad. La remuneración de los subastadores está garantizada por un impuesto del 1% sobre las subastas. Ejercen pues conjuntamente las profesiones de banquero y prestamista. Pero la caída del Imperio será razón de esta práctica.

## Funciones
Las ventas pueden ser encomendadas por un particular (remates privados), por el Estado (remates oficiales) o por la justicia (remates judiciales) y siempre deben realizarse en forma pública y al mejor postor. El Martillero Público, además, puede practicar y expedirse en tasaciones de inmuebles, muebles y semovientes en general.
Los Martilleros Públicos están habilitados para:
- Efectuar ventas en remate público de cualquier clase de bienes.

- Informar sobre el valor venal o de mercado de los bienes para remate.

- Recabar directamente de las oficinas públicas y bancos oficiales y particulares, los informes o certificados necesarios para el cumplimiento de las obligaciones.

- Solicitar de las autoridades competentes las medidas necesarias para garantizar el normal desarrollo del acto de remate.

Son obligaciones del Martillero Público:
- Comprobar la existencia de los títulos invocados por el legitimado para disponer del bien a rematar. En el caso de remate de inmuebles, deberán también constatar las condiciones de dominio de los mismos.

- Convenir por escrito con el legitimado para disponer del bien, los gastos del remate y la forma de satisfacerlos, condiciones de venta, lugar de remate, modalidades del pago del precio y demás instrucciones relativas al acto, debiéndose dejar expresa constancia en los casos en que el martillero queda autorizado para suscribir el instrumento que documenta la venta en nombre de aquel.

- Anunciar los remates con la publicidad necesaria, debiendo indicar en todos los casos su nombre, domicilio especial y matrícula, fecha, hora y lugar del remate y descripción y estado del bien y sus condiciones de dominio.

### Especificidades con otros países
- Argentina: Para ser Martillero Público es necesario cursar una carrera universitaria y, para ejercer la profesión, el graduado debe matricularse en el Colegio de Martilleros correspondiente a la jurisdicción en donde se desempeñará.

Los Martilleros Públicos pueden desempeñarse también como auxiliares de justicia en los procesos en donde el juez necesita saber el valor de una propiedad o decide el remate de un bien mueble o inmueble de un deudor moroso, por ejemplo. Este tipo de subasta pública es denominada "remate judicial".
En la Argentina el desempeño de la profesión está regulada con la Ley Nacional 20.266  y por la Ley Nacional 25.028.
El ejercicio de la profesión de Martillero Público está íntimamente ligado al Corredor de Comercio.